# رودريك إس. س. وونغ
رودريك إس. س. وونغ هو رياضياتي كندي، ولد في 2 أكتوبر 1944 في شانغهاي في الصين.